# Silpha businskyorum
Silpha businskyorum es una especie de escarabajo carroñero del género Silpha, categorizada en la tribu Silphini, de la subfamilia Silphinae. Fue descrita por Háva, J.Schneider & Růžička en 1999.

## Distribución
Se distribuye por Asia: China.